# Матильда Плантагенет
Матильда Плантагенет (нім. Mathilde Plantagenet; англ. Matilda of England; 6 січня 1156, Лондон — 28 червня 1189, Брауншвейг) — представниця англійської династії Плантагенетів, герцогиня Баварії та Саксонії, дружина Генріха Лева наймогутнішого монарха з династії Вельфів, дочка короля Англії Генріха II та королеви Алієнор Аквітанської, зведена сестра майбутніх королів Англії Річарда I Левове Серце та Іоанна І Безземельного.

## Біографія

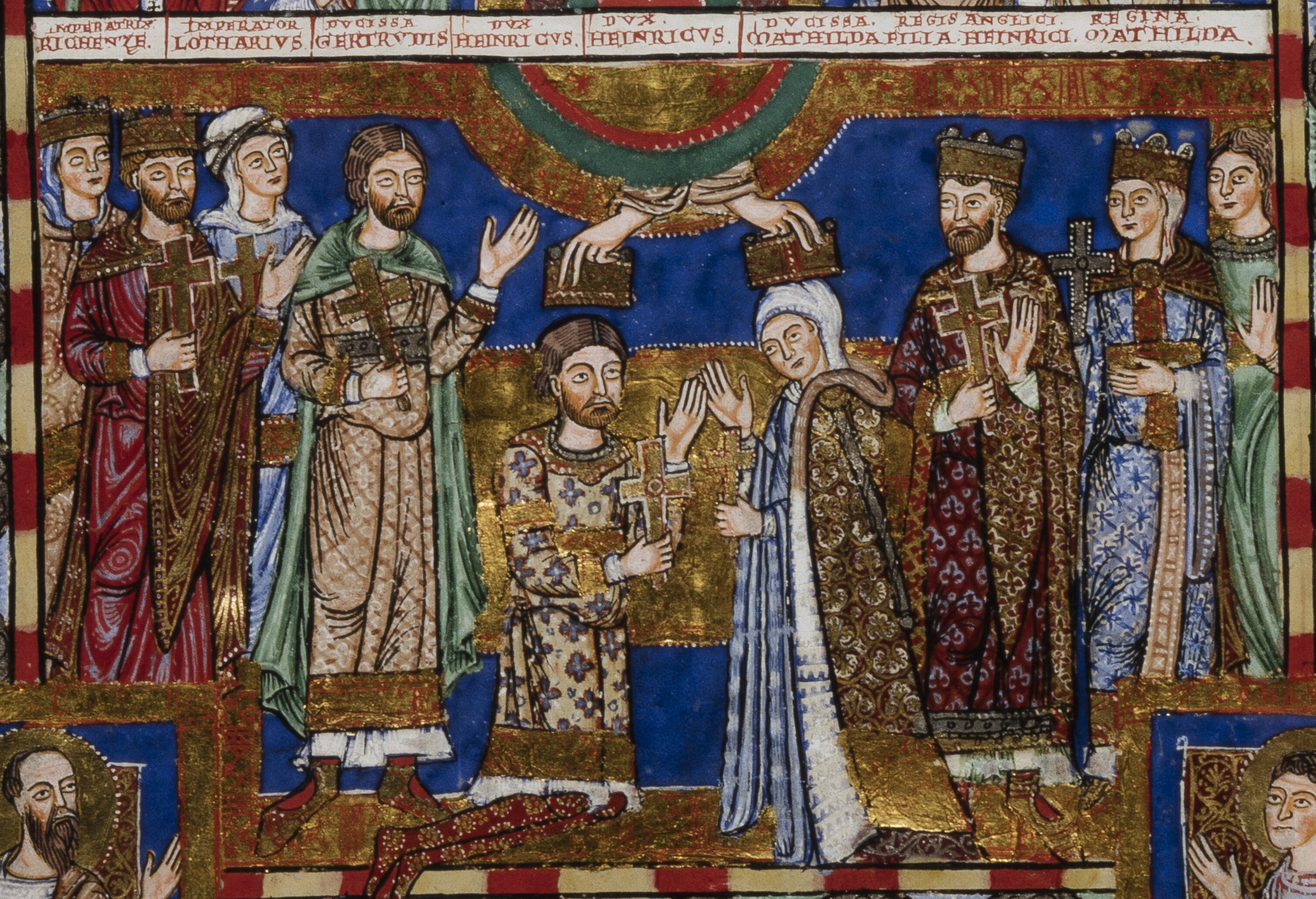
Матильда Плантагенет та Генріх Лев

Була третьою дитиною англійського короля Генріха Іі та Елеонори Аквітанської. Отримала ім'я в честь бабусі з батьківської сторони імператриці Матильди. Була хрещена в Церкві Святої Трійці Архиєпископом Кентерберійським Теобальдом.В 1160 році королева з дочкою приєдналися до короля, що перебував в Нормандії і залишилися там ймовірно до 1163 року.

## Родина
Чоловік — Генріх Лев
Діти:
- Матильда
- Генріх V (пфальцграф Рейнський),
- Лотар (1174-1190)
- Оттон IV, імператор
- Вільгельм (герцог Люнебурга)